# Hebomoia
A Hebomoia a rovarok (Insecta) osztályának lepkék (Lepidoptera) rendjébe, ezen belül a fehérlepkék (Pieridae) családjába tartozó nem.

## Előfordulásuk
A Hebomoia-fajok Dél- és [Délkelet-Ázsiában fordulnak elő. A fehérlepkék között az egyik legnagyobb méretű fajok; továbbá röptük erőteljes.

## Rendszerezés
Ebbe a nembe az alábbi 2 faj tartozik:
- Hebomoia glaucippe (Linnaeus, 1758)
- Hebomoia leucippe (Cramer, 1775)

## Fordítás
- Ez a szócikk részben vagy egészben  a   Hebomoia című angol Wikipédia-szócikk ezen változatának fordításán alapul.  Az eredeti cikk szerkesztőit annak laptörténete sorolja fel. Ez a jelzés csupán a megfogalmazás eredetét és a szerzői jogokat jelzi, nem szolgál a cikkben szereplő információk forrásmegjelöléseként.